# Danse Manatee
Danse Manatee è il secondo album in studio del gruppo di musica pop sperimentale statunitense Animal Collective, pubblicato nel 2001 con il nome Avey Tare, Panda Bear & Geologist.

## Tracce
1. A Manatee Dance – 1:02
2. Penguin Penguin – 2:15
3. Another White Singer (Little White Glove) – 1:58
4. Essplode – 3:23
5. Meet the Light Child – 8:44
6. Runnin' the Round Ball – 2:07
7. Bad Crumbs – 1:43
8. The Living Toys – 7:48
9. Throwin' the Round Ball – 1:35
10. Ahhh Good Country – 8:18
11. Lablakely Dress – 2:38
12. In the Singing Box – 5:36

## Formazione
- Avey Tare - chitarra, voce, sintetizzatori, percussioni, effetti
- Panda Bear - voce, sintetizzatori, effetti, percussioni
- Geologist - sintetizzatori, elettronica, percussioni